# Nikolai Nikolajewitsch Buchholz
Nikolai Nikolajewitsch Buchholz (russisch Николай Николаевич Бухгольц; * 10. Julijul. / 22. Juli 1881greg. in Rjasan; † 14. Dezember 1943 in Moskau) war ein russisch-sowjetischer Physiker und Hochschullehrer.

## Leben
Nikolai Buchholz studierte an der Universität Moskau (MGU) in der Physikalisch-Mathematischen Fakultät mit Abschluss 1914.
Nach der Oktoberrevolution arbeitete Buchholz in Petrograd bei der Kommission für besondere Artillerie-Experimente Kossartop der Artillerie-Hauptverwaltung, die neue Artilleriewaffen entwickelte und 1927 das Artillerie-Forschungsinstitut wurde. 1919 veröffentlichte Buchholz seine gasdynamische Untersuchung über das Ausströmen von Gas unter hohem Druck.
Buchholz lehrte an dem zunächst nach Karl Marx und 1924 nach Georgi Walentinowitsch Plechanow benannten Moskauer Institut für Volkswirtschaft und hielt Vorlesungen über Statik, Kinematik und Dynamik. An der MGU in der Physikalisch-Mathematischen Fakultät hielt er die Vorlesungen der Theoretischen Mechanik, die er gemeinsam mit den Studenten erarbeitete.
1930 wurde Buchholz Leiter des neuen Lehrstuhls für Theoretische Mechanik des Moskauer Energetischen Instituts (MEI). 1931 folgte die Ernennung zum Professor. Ab 1933 leitete er den Lehrstuhl für Elastizitätstheorie der MGU. Als während des Großen Terrors der Leiter des Lehrstuhls für Theoretische Mechanik der MGU Alexander Iwanowitsch Nekrassow im Zusammenhang mit dem Tupolew-Prozess 1938 verhaftet und nach Artikel 58 des Strafgesetzbuches der RSFSR zu 10 Jahren Lagerhaft verurteilt wurde, übernahm Buchholz die Leitung des Lehrstuhls für Theoretische Mechanik. Sein Lehrbuch der Theoretischen Mechanik wurde ein klassisches Lehrbuch, das Semjon Michailowitsch Targ überarbeitete und 1965 neu herausgab.
Buchholz war Mitarbeiter der Militärakademie für Ingenieure der Luftstreitkräfte „Prof. N. J. Schukowski“.
Buchholz war Gemeindemitglied und Altardiener der 1929 geschlossenen und 1932 abgerissenen russisch-orthodoxen Nikolai-Kirche am Moskauer Arbat gewesen.
Buchholz starb im dritten Kriegsjahr in Moskau und wurde auf dem Nowodewitschi-Friedhof begraben.

## Ehrungen
- Leninorden (1936)[1]
- Orden des Roten Banners der Arbeit (1940)[1]
- Ehrenzeichen der Sowjetunion (1940)[1]
- Stalinpreis für langjährige herausragende Arbeit im Bereich Wissenschaft und Technik (1943)[1]